# 溫德姆 (緬因州)
溫德姆（英語：Windham）是一個位於美國緬因州坎伯蘭縣的市鎮。

## 人口
根據2020年美國人口普查的數據，溫德姆的面積為129.89平方千米，當中陸地面積為120.59平方千米，而水域面積為9.30平方千米。當地共有人口18434人，而人口密度為每平方千米142人。